# Fondation Irène Reymond
La Fondation Irène Reymond (1902-1998)est une institution créée en 1984, qui « se donne pour mission de soutenir des peintres ou sculpteurs romands ou vivant en Suisse romande » au moyen d'un à quatre prix annuels distribués depuis 1986. Elle a ainsi distribué pour près d'un million cinq cent mille francs suisses à ce jour et soutenu plus de 110 artistes.
La fondation a été créée en 1984, grâce au legs de la peintre vaudoise Irène Reymond (1902-1998).
En 2006 pour fêter le 20e anniversaire une exposition a été organisée à l'espace Arlaud de Lausanne. Un catalogue contenant le DVD du film de Jacqueline Veuve Irène Reymond, artiste-peintre est publié. En 2012 le musée de Pully a présenté les 14 lauréats 2006-2011.

## Lauréats
- 2024:  Florence Jung, Sonia Kacem, Yoan Mudry
- 2023:  Zoé Aubry, Léa Katharina Meier, Patricio Gil Flood[8]
- 2022 : Pauline Julier,  Laurence Rasti, collectif_fact, Alan Bogana[9]
- 2021 : Virginie Rebetez, Maëlle Cornut, Andreas Kressig[10]
- 2020 : Virginie Otth, Ramaya Tegegne, Stéphane Zaech
- 2019 : Vanessa Safavi, Laure Marville, Matthieu Gafsou
- 2018 : Nicolas Cilins, Claudia Comte, Mickaël Lianza, Yann Mingard
- 2017 : Anne Golaz, Anne Sylvie Henchoz, Barbezat-Villetard
- 2016 : Elise Gagnebin-de Bons, 	Matthieu Bernard-Reymond, Pauline Beaudemont[11]
- 2015 : Gabriela Löffel, Christopher Füllemann, Gilles Furtwängler
- 2014 : Sandrine Pelletier, Tarik Hayward, Karim Noureldin, Koka Ramishvili
- 2013 : Anne Rochat, Rudy Decelière, Hadrien Dussoix, Simon Deppierraz
- 2012 : Sophie Bouvier Ausländer, Alexandre Loye, Damiàn Navarro[12]
- 2011 : Kim Seob Boninsegni, Luc Mattenberger, Joëlle Flumet
- 2010 : Jérôme Leuba, Alexandre Joly, Boris Rebetez
- 2009 : Delphine Reist, Christian Gonzenbach
- 2008 : Ignazio Bettua, Luc Marelli
- 2007 : Didier Rittener, Manon Bellet
- 2006 : Vincent Kohler, Christian Robert-Tissot
- 2005 : Hervé Graumann
- 2004 : Dominique Hugon, Guillaume Estoppey, Philippe Deléglise
- 2003 : Vincent Marbacher, Isabelle Krieg, Jean Crotti[13]
- 2002 : Nicolas Fernandez, Philippe Decrauzat
- 2001 : Ivo Vonlanthen, Stéphane Dafflon, Stéphane Brunner[14]
- 2000 : Gilles Porret, Ursula Mumenthaler, Francis Baudevin [15]
- 1999 : Olivier Estoppey, Carmen Perrin[16]
- 1998 : Pierre Schwerzmann, Eva Saro, Yan Duyvendak
- 1997 : Ariane Epars, Armand C. Desarzens, Alexandre Delay
- 1996 : Silvana Solivella, Stephan Landry, Robert Ireland, François Burland
- 1995 : Philippe Solms, Josée Pitteloud, Michel Grillet
- 1994 : René Fendt, Valérie Favre
- 1993 : Anne Sauser-Hall, Anne Peverelli, Pierre André Ferrand
- 1992 : Jean Zuber, Alain Huck
- 1991 : Laurent Veuve, Jean Stern
- 1990 : Jean-Luc Manz, Maya Andersson, Hervé Graumann
- 1989 : Carol Ossipow, Jacques Moeschler, René Feurer, Carmen Perrin[17]
- 1988 : Philippe Wenger, Armande Oswald, Massimo Furlan, Daniel Berset[18]
- 1987 : Jean-Michel Jaquet, Rémi Dall’Aglio, Monika Kaminska[19]
- 1986 : Christiane Wyler, Francine Simonin, Olivier Estoppey[20]

## références
1. ↑  Françoise Jaunin, « Une grande dame disparait », 24 Heures,‎ 29 août 1998, p. 37
2. 1 2  Feuille des avis officiels, canton de Vaud, 4 août 1984
3. ↑  « Fondation Irène Reymond », sur fondationirenereymond.ch (consulté le 3 juillet 2011)
4. ↑  Françoise Jaunin, « Artistes romands : nouvelle fondation », 24 Heures,‎ 22 mars 1984 (lire en ligne)
5. ↑  « 20e Anniversaire », sur fondationirenereymond.ch (consulté le 4 juillet 2011)
6. ↑  « Fondation Irène Reymond », L'Hebdo,‎ 19 janvier 2006 (lire en ligne, consulté le 29 janvier 2024)
7. ↑  Florence Millioud Henriques, « Pully chasse le faux-semblant », 24 Heures,‎ 26 juillet 2012 (lire en ligne)
8. ↑  « Prix : Fondation Irène Reymond », Kunstbulletin, vol. mars 2024, no mars,‎ mars 2024 (lire en ligne)
9. ↑  « Lauréats par année », sur Fondation Irène Reymond, 22 février 2024
10. ↑  « Lauréats par année », sur Fondation irène Reymond, 18 janvier 2023
11. ↑  « Pour le seul amour de l’art «qui ne peut pas tricher» », 24 Heures,‎ 19 décembre 2017
12. ↑  Florene Millioud Henriques, « Avant d'être un chèque, c'est une récompense », 24 Heures,‎ 15 janvier 2013 (lire en ligne)
13. ↑  « Monts-de-Corsier : Une fondation récompense », La presse Riviera/Chablais,‎ 16 décembre 2003, p. 4 (lire en ligne)
14. ↑  « Soutien à la culture : prix de la Fondation Irène Reymond », La Presse Riviera Chablais,‎ 28 décembre 2001 (lire en ligne)
15. ↑  « Artistes romands "arrosés" », 24 Heures,‎ 23 décembre 2000 (lire en ligne, consulté le 29 janvier 2024)
16. ↑  « Prix de la Fondation Irène Reymond : Olivier Estoppey, d'Ollon », La presse Riviera/Chablais,‎ 6 décembre 1999 (lire en ligne)
17. ↑  « Fondation I. Reymond : 30 000 francs pour des artistes romands », L'Est Vaudois,‎ 5 décembre 1989 (lire en ligne)
18. ↑  « Quatre bourses à des artistes », 24 Heures,‎ 13 décembre 1988 (lire en ligne, consulté le 29 janvier 2024)
19. ↑  « Primés », Le Matin,‎ 11 novembre 1987 (lire en ligne, consulté le 29 janvier 2024)
20. ↑  « Artistes romands récompensés », Nouvelle Revue de Lausanne,‎ 11 novembre 1986 (lire en ligne)